# Pachyneuron doraphis
Pachyneuron doraphis är en stekelart som beskrevs av Kamijo och Hajimu Takada 1973. Pachyneuron doraphis ingår i släktet Pachyneuron och familjen puppglanssteklar. Inga underarter finns listade i Catalogue of Life.